# Massacre do McDonald's em San Ysidro
O Massacre do McDonald's em San Ysidro foi um caso de assassinato em massa que aconteceu em um restaurante do McDonald's na cidade de de San Ysidro no condado de San Diego, Califórnia, em 18 de julho de 1984. O autor do massacre, James Huberty, de 41 anos, abriu fogo contra os clientes no restaurante e matou 21 pessoas e feriu outras 19 antes de ser morto por um atirador de elite da polícia, cerca de 77 minutos após ter disparado o primeiro tiro. O motivo do atentado não é conhecido, mas acredita-se que Huberty tinha tendências suicidas. Outros dizem que ele teve um acesso descontrolado de raiva ou que estava agindo por vingança. Seus colegas de trabalho e vizinhos o descreviam como "sombrio", violento, paranoico e de "pavio curto". Ele também tinha um histórico de violência doméstica, batendo tanto na esposa quanto nas filhas.
Na época, havia sido o maior massacre perpetrado dentro nos Estados Unidos por uma pessoa com arma de fogo, sendo superado sete anos depois pelo Tiroteio de Luby, na cidade de Killeen (Texas), que matou 24 pessoas.